# Дурбан I
Конференция Дурбан I (англ. Durban I Conference, также известная как Всемирная конференция против расизма) — международная конференция, организованная ООН с 31 августа по 8 сентября 2001 года в Дурбане, ЮАР. Заявленной целью конференции была борьба с расизмом, ксенофобией, дискриминацией и нетерпимостью. Однако проведение мероприятия сопровождалось значительными политическими разногласиями, включая обвинения в антисемитизме и предвзятости в отношении Израиля.

## Предыстория
Всемирная конференция против расизма, расовой дискриминации, ксенофобии и нетерпимости, известная как «Дурбан I», проходила в Дурбане, ЮАР с 31 августа по 8 сентября 2001 года. Инициатором проведения выступила ООН. Её заявленной целью было создание глобальной платформы для борьбы с расизмом, ксенофобией и дискриминацией в различных формах.

## Ход конференции
Несмотря на заявленные цели, мероприятие быстро приобрело политизированный характер. Форум некоммерческих организаций (НКО), проходивший параллельно официальным заседаниям, стал центром резкой антиизраильской риторики. Документы форума содержали резкие обвинения в адрес Израиля, включая утверждения, что «сионизм — это расизм». Итоговый документ форума, подписанный сотнями НКО, обвинял Израиль в «апартеиде» и «этнических чистках». Эти заявления стали основой так называемой «Дурбанской стратегии», направленной на делегитимизацию Израиля через кампании бойкотов и санкций, что впоследствии легло в основу движения BDS. 
На конференции выступали, в частности, делегаты из ряда мусульманских стран, требовавшие осудить «расистское сионистское образование», делегитимизировать и уничтожить его. Тон конференции был задан Ясиром Арафатом, поддержанным делегатами исламских стран, а также Фиделем Кастро. Официальная декларация Дурбанской конференции, в частности, призывала к восстановлению действия резолюции ООН 1975 года о приравнивании сионизма к расизму. Все основные «антисионистские» идеологемы исламистов в материалах конференции заимствованы из советской «антисионистской» пропаганды, распространение которой началось после Шестидневной войны, в период наиболее тесных взаимоотношений СССР с арабскими странами и их активных союзных отношений против США и Израиля. В числе этих заимствованных идеологем присутствуют, в частности, взгляд на международный сионизм как на главенствующую в западном мире силу, неразрывно связанную с американским империализмом, а также советская версия идей «Протоколов сионских мудрецов», в рамках которой сионизм считается действующим лицом всемирного заговора, устремленным к мировому господству, сионизм отождествляется с фашизмом и с еврейством и рассматривается как «враг всего прогрессивного человечества», а первостепенной задачей должна стать борьба на его уничтожение.
Среди материалов, распространявшихся на форуме, были карикатуры, сравнивающие сионизм с нацизмом, и листовки с откровенно антисемитским содержанием. Это вызвало резкую критику со стороны делегаций западных стран, включая США и Канаду, а также некоммерческих организаций.  
Параллельно правительства африканских стран потребовали от западных стран официальных извинений и компенсаций за колониальные политики прошлого и работорговлю.  
Характер, принятый конференцией в Дурбане, вызвал острые разногласия между делегациями.

## Реакция участников
Делегации США и Израиля покинули конференцию в знак протеста, заявив, что мероприятие стало «платформой для антисемитизма и демонизации Израиля». Представители Канады и ряда европейских стран, хотя и оставались на конференции, осудили риторику форума НКО и выразили разочарование тем, что ключевые цели мероприятия были отодвинуты на второй план.  

## Последствия
Конференция «Дурбан I» оказала долгосрочное влияние на международный дискурс. Антиизраильская риторика, прозвучавшая на форуме НКО, стала основой для последующих кампаний по делегитимизации Израиля, включая международные инициативы по введению бойкотов и санкций. Критики конференции отмечают, что она подорвала собственные цели, отодвинув на второй план борьбу с расизмом в пользу политических атак на Израиль.
По мнению Л. Дымерской-Цигельман, идеи, озвученные на конференции демонстрируют антисемитский характер феномена, называемого «антисионизм» и «антиизраилизм».